# Haus am jüdischen Friedhof

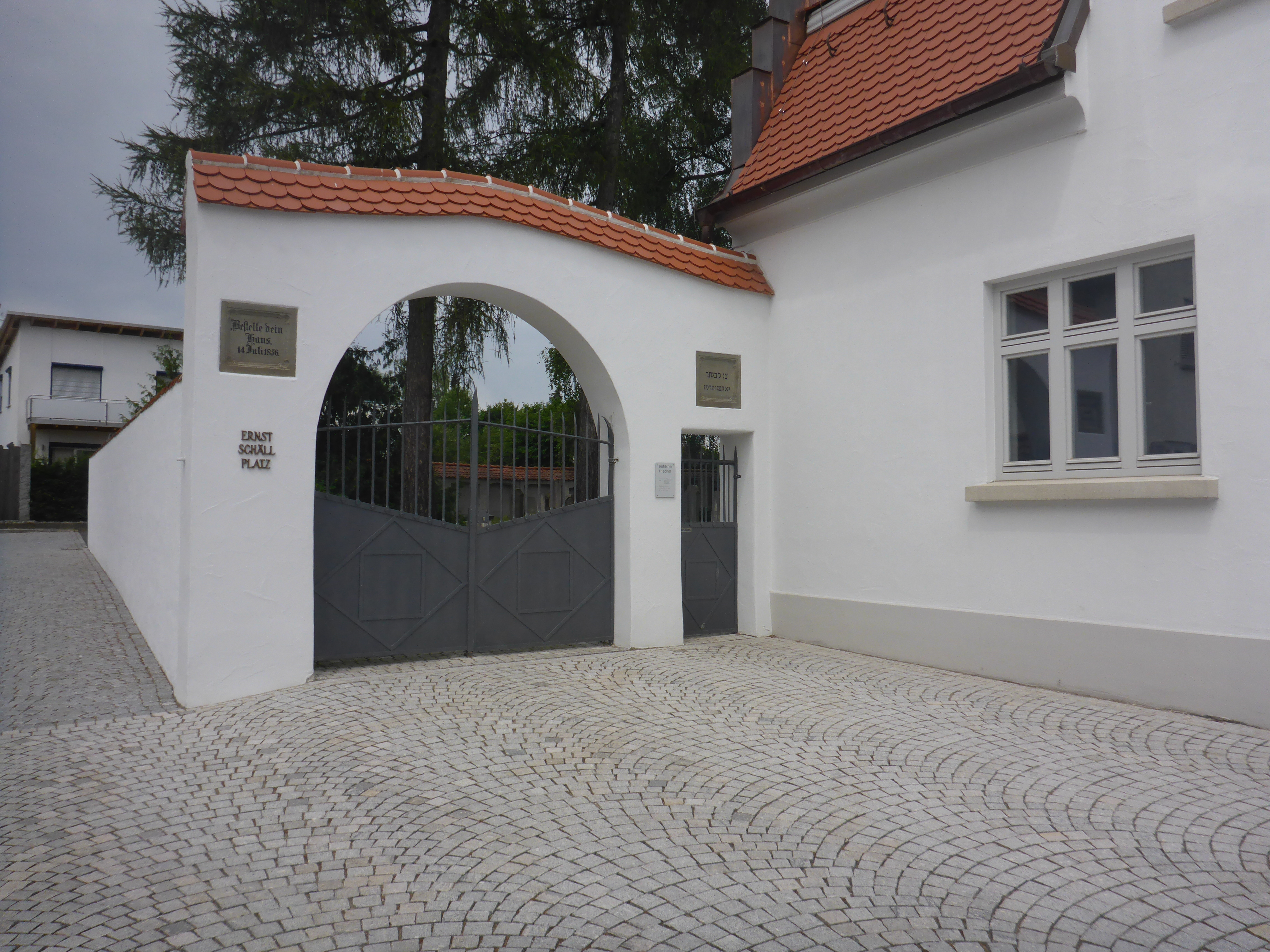
Eingang zum jüdischen Friedhof und Haus am jüdischen Friedhof (2015)

Das Haus am jüdischen Friedhof befindet sich am Judenberg 24 in Laupheim, einer Stadt im Landkreis Biberach in Baden-Württemberg.
Das Gebäude am Eingang zum jüdischen Friedhof wurde 1907 als Leichenhalle und Wohnhaus für den Friedhofswärter erbaut. Nach der Renovierung im Jahr 2014 wurde in dem Gebäude eine Außenstelle des Museums zur Geschichte von Christen und Juden eingerichtet. Erarbeitet wurde die Ausstellung vom Haus der Geschichte Baden-Württemberg. 
Im Erdgeschoss zeigt ein Film das Bestattungswesen der jüdischen Beerdigungsbruderschaft Chewra Kadischa, und im Obergeschoss wird die Geschichte des jüdischen Friedhofs in Laupheim von den Anfängen im 18. Jahrhundert bis zur Gegenwart anhand einer Ausstellung dargestellt.
Bei der Sanierung des Gebäudes wurde darauf Wert gelegt, die ehemalige Nutzung als Taharahaus architektonisch sichtbar zu erhalten.